# I-45 (sous-marin)
Le I-45 (イ-45) est un sous-marin japonais de type B Mod.1 ((乙型改一（伊四十型, Otsu-gata Kai-1）ayant servi durant la Seconde Guerre mondiale dans la Marine impériale japonaise. 
Il a patrouillé dans l'océan Pacifique et participant à la campagne des Mariannes, à la campagne des Philippines et à la bataille du golfe de Leyte avant qu'il ne soit coulé en octobre 1944.

## Construction
Construit par l'Arsenal naval de Sasebo au Japon, le I-45 a été mis sur cale le 15 juillet 1942 sous le nom de Sous-marin No. 375. Le 5 février 1943, il est renommé I-45 et provisoirement rattaché au district naval de Yokosuka. Il a été lancé le 6 mars 1943 et a été achevé et mis en service le 28 décembre 1943 et assigné dans le 11e escadron de sous-marins de la 6e Flotte, le commandant Tagami Meiji prenant son commandement.

## Description
Le I-45, pesant près de 2 624 tonnes en surface, était capable de plonger à 100 m, puis de se déplacer à une vitesse maximale de 8 nœuds, avec une autonomie de 96 milles nautiques à une vitesse réduite de 3 nœuds. En surface, sa portée était de 14 000 milles nautiques, développant une vitesse maximale de 23,6 nœuds. Il transportait un hydravion de reconnaissance biplace Yokosuka E14Y (connu des Alliés sous le nom de Glen), stocké dans un hangar hydrodynamique à la base de la tour de navigation (kiosque).

## Histoire de service
Lors de sa mise en service, le I-45 a été officiellement rattaché au district naval de Yokosuka et a été affecté au 11e escadron de sous-marins pour des exercices d'entraînement dans l'Iyo-nada en mer intérieure de Seto. Il a fait escale au dépôt de carburant de Tokuyama du 22 au 23 février 1944 pour se ravitailler.

### Première patrouille de guerre
Le 25 mars 1944, le I-45 a été réaffectée à la 15e division de sous-marins de la 6e Flotte. Il a quitté Kure ce jour-là pour commencer sa première patrouille de guerre, à laquelle on lui a assigné une zone de patrouille dans l'océan Pacifique à l'est des îles Marshall.
Alerté par les informations d'Ultra intelligence sur les opérations du I-44 et des sous-marins I-16, I-36 et I-38 entre les Marshall et Hawaï, le quartier général de la flotte américaine du Pacifique a organisé la Task Group 11.1 (groupe opérationnel 11.1) - un groupe de Hunter-killer (chasseurs-tueurs) de l'US Navy (marine américaine) composé du porte-avions d'escorte USS Altamaha (CVE-18) et des destroyers d'escorte USS Cabana (DE-260), USS Elden (DE-264), USS Harold C. Thomas (DE-21), et USS Wileman (DE-22) - le 30 mars 1944 pour les retrouver et les couler,. Le premier succès du groupe contre les sous-marins est survenu à 14h08 le 4 avril 1944, lorsqu'un bombardier torpille TBM-1C Avenger et un chasseur FM-2 Wildcat de l'escadron composite 66 (VC-66) du Altamaha volant à 108 milles nautiques (200 km) à l'ouest du porte-avions a repéré le I-45 à la surface pour recharger ses batteries à 650 milles nautiques (1 200 km) au nord-est de Majuro. Alors que le Wildcat mitraillait le I-45, le Avenger l'attaqua avec des roquettes et des grenades sous-marines. Le I-45 fut touché directement à l'arrière et développa une fuite importante. Le commandant du I-45 ordonna de faire marche arrière à pleine vitesse et de plonger. Les équipages de l'avion virent pour la dernière fois le I-45 s'installer dans une grande nappe de pétrole sans élan vers l'avant et reçurent le mérite d'avoir coulé un sous-marin. Lorsque son commandant a ordonné de passer à la vitesse maximale en marche avant, son équipage a perdu le contrôle de l'appareil et il a commencé à plonger en rotation. Il a atteint 490 pieds (149 m) avant que son équipage ne puisse arrêter sa descente, et il s'est finalement stabilisé à 330 pieds (101 m).
Bien qu'il ait survécu à l'attaque, le I-45 avait subi de lourds dommages, ce qui l'avait obligé à rentrer au Japon. Il atteignit Yokosuka le 15 avril 1944 et, fin avril, commença les réparations à l'arsenal naval de Kure qui durèrent jusqu'à la fin mai 1944.

### Campagne des Mariannes
Le 12 juin 1944, le débarquement américain sur Saipan a marqué le début de la bataille de Saipan et de la campagne des Mariannes. Le 13 juin, le commandant en chef de la Flotte combinée, l'amiral Soemu Toyoda, a activé l'opération A-Go pour la défense des îles Mariannes. Le 28 juin 1944, le I-45 a quitté Yokosuka en compagnie du sous-marin I-55 à destination de Tinian dans les Mariannes et transportant un conteneur de fret Unkato  - un conteneur de fret submersible de 135 pieds (41,1 m) pouvant transporter jusqu'à 377 tonnes de fournitures, conçu pour un voyage aller simple dans lequel les destinataires du cargo doivent le libérer, le récupérer et le décharger - chargé d'armes et de munitions. Le 14 et le 16 juillet 1944, il a tenté de contacter les forces japonaises à terre à Guam pour livrer son Unkato et récupérer les aviateurs, mais il a échoué à chaque fois en raison d'une erreur de communication. Après le deuxième échec, il a jeté le conteneur Unkato par-dessus bord et est reparti au Japon. Il est arrivé à Yokosuka le 27 juillet 1944, puis s'est rendu à Kure.

### Seconde patrouille de guerre
Le 13 octobre 1944, le commandant en chef de la flotte combinée, l'amiral Soemu Toyoda, a activé l'opération Shō-Gō 1 pour la défense des îles Philippines. Le même jour, le I-45 a quitté Kure pour commencer sa deuxième patrouille de guerre, à laquelle il lui est assigné une zone de patrouille dans la mer des Philippines. Les forces américaines débarquèrent sur Leyte aux Philippines le 20 octobre 1944, débutant à la fois la bataille de Leyte et la campagne des Philippines, et la réaction navale japonaise à l'invasion se traduisit par la bataille du golfe de Leyte du 23 au 26 octobre 1944. Le 24 octobre 1944, le deuxième jour de la bataille, le I-45 et les sous-marins I-26, I-37, I-53, I-54 et I-56 ont été désignés groupe de sous-marins A sous le commandement direct du commandant en chef de la 6e flotte, le vice-amiral Shigeyoshi Miwa, et le I-45 a reçu l'ordre de se rendre à la station de patrouille "Re" au large de la côte nord-est de Mindanao.

### Perte
Le 29 octobre 1944, les destroyers d'escorte USS Eversole (DE-404) et USS Richard S. Bull (DE-402) se trouvaient dans la mer des Philippines, en provenance de la baie de San Pedro aux Philippines, pour rejoindre la Task Unit 77.7.1 (unité opérationnelle 77.7.1) lorsque le Eversole a capté un contact douteux au sonar à 60 milles nautiques (110 km) à l'est de l'île  Dinagat à 02h10. Il a rapidement perdu le contact, mais à 2h28, deux torpilles l'ont frappé, lui faisant perdre toute puissance et prendre une gîte de 30 degrés. L'équipage a commencé à abandonner le navire à 2h40 et, en moins de 15 minutes, le Eversole a coulé la poupe en premier à la position géographique de 10° 18′ N, 127° 37′ E. Le I-45 a refait surface vers 3h et a contourné le lieu du naufrage, ouvrant brièvement le feu sur les survivants dans l'eau avec son canon antiaérien Type 96 de 25 mm. Il a plongé vers 3h20.
À 3h25, une grande explosion sous-marine s'est produite, apparemment depuis le Eversole englouti, tuant une trentaine de survivants dans l'eau et en blessant d'autres. L'explosion a alerté le Richard S. Bull, qui est arrivé sur les lieux et a commencé une opération de sauvetage tandis que le destroyer d'escorte USS Whitehurst (DE-634), qui avait été détaché de la protection d'une unité de pétroliers ravitailleurs de la Flotte, assurait la couverture anti-sous-marine. À 06h30, le Richard S. Bull avait sorti de l'eau le dernier des 139 survivants, dont trois sont morts par la suite. L'équipage du Eversole a subi 77 morts dans le naufrage.
Pendant ce temps, à 05h45, le Whitehurst a détecté un sous-marin submergé - probablement le I-45 - sur un sonar à 85 milles nautiques (157 km) au nord-est de Siargao, à environ 50 milles nautiques (93 km) du site du naufrage du Eversole. Après que le Whitehurst ait mené trois attaques infructueuses de Hedgehog, le sous-marin - que le commandant du Whitehurst a décrit plus tard comme faisant preuve "d'excellentes tactiques d'évasion et de manœuvrabilité", se détournant continuellement des attaques et présentant sa poupe et son sillage au Whitehurst - a tenté de s'échapper à une profondeur de 225 pieds (69 m). À 6h48, le Whitehurst a mené une quatrième attaque de Hedgehog, qui a cette fois-ci donné lieu à cinq ou six petites explosions, suivies d'une grande explosion sous-marine qui a mis hors service l'équipement sonore du Whitehurst et a provoqué de lourds grondements. Le Whitehurst a repris ses recherches pour retrouver le sous-marin à 7h20 et a remarqué une grande quantité d'hydrocarbures à la surface ainsi que du bois et d'autres débris, dont certains ont été récupérés par sa baleinière à moteur. Il a suspendu ses recherches à 12h15. Les explosions, les hydrocarbures et les débris ont marqué le naufrage du sous-marin, vraisemblablement le I-45, à la position géographique de 10° 10′ N, 127° 28′ E.
Le 5 novembre 1944, la 6e Flotte a donné l'ordre au I-45 de se rendre dans une nouvelle zone de patrouille à l'est de la baie de Lamon, mais il ne l'a jamais reconnu. Le 2 décembre 1944, la marine impériale japonaise a déclaré que le I-45 était présumé perdu au large des Philippines avec la perte des 104 hommes à bord.